# Carlos Casanova Pérez
Carlos Casanova Pérez (Cartagena, 14 de desembre de 1918) fou un jugador, entrenador i àrbitre de voleibol.
Fundà, a Barcelona, el Club de Futbol Carmelo, i a Ourense, la Societat Orensana de Futbol, posteriorment Club Deportivo Ourense. El 1949 entrà al cos de Bombers de Barcelona i col·laborà en la creació dels equips de futbol, basquetbol i voleibol (ACE Bombers). Com a entrenador del club aconseguí quatre Campionats d'Espanya (1951, 1955, 1957, 1958) i nou de Catalunya. També dirigí la selecció de Barcelona, que guanyà quatre Campionats d'Espanya per regions durant els anys cinquanta. Posteriorment entrenà el Picadero JC (1966-73), amb el qual aconseguí dues Lligues i dues Copes espanyoles, i participà en dues ocasions en la Copa d'Europa. El 1974 tornà a l'equip dels Bombers, on entrenà fins a la seva retirada. El 1975 fundà i dirigí l'Escola d'Iniciació Esportiva.
A més, arbitrà partits de voleibol d'àmbit català, estatal i alguna vegada internacional. Rebé les medalles d'or de la Federació Espanyola de Voleibol i del Col·legi d'Àrbitres a més del guardó “Forjador de la Història Esportiva de Catalunya (1987).
Morí a Barcelona amb 77 anys el dia 11 de setembre de 1995.